# Café Typica
Le café Typica est un type de café produit à partir d'un cultivar du caféier d'Arabie, connu depuis plus de trois siècles.

## Histoire
Le café Typica fut identifié pour la première fois à Java, une île de l'Indonésie au XVIIIe siècle. Au cours des années 1710, il fut amené par les néerlandais dans les jardins botaniques en Europe, ce qui lui a permis de devenir l'un des deux arabicas les plus cultivés au monde, l'autre étant le Café Bourbon.
En 1720, le capitaine d'infanterie Gabriel de Clieu l'introduit à la Martinique avec deux des quatre plants du jardin botanique d'Amsterdam ramenés de Java, qui avaient été donnés à la France. De Martinique, il gagne les colonies française et espagnoles: Saint-Domingue, Cuba, Mexique, Amérique centrale, entre 1748 et 1790.

## Production
Tout comme le café Bourbon, il est depuis le XXe siècle souvent cultivé entre 1 000 et 2 000 mètres d'altitude, parfois un peu plus bas, mais ses rendements sont en moyenne de 20 à 30 % inférieurs à ceux obtenue à partir du Café Bourbon. La qualité des deux produits est similaire, ou légèrement meilleure pour le Bourbon, cultivé un peu plus haut en moyenne.